# Maison 22 rue Saint-François

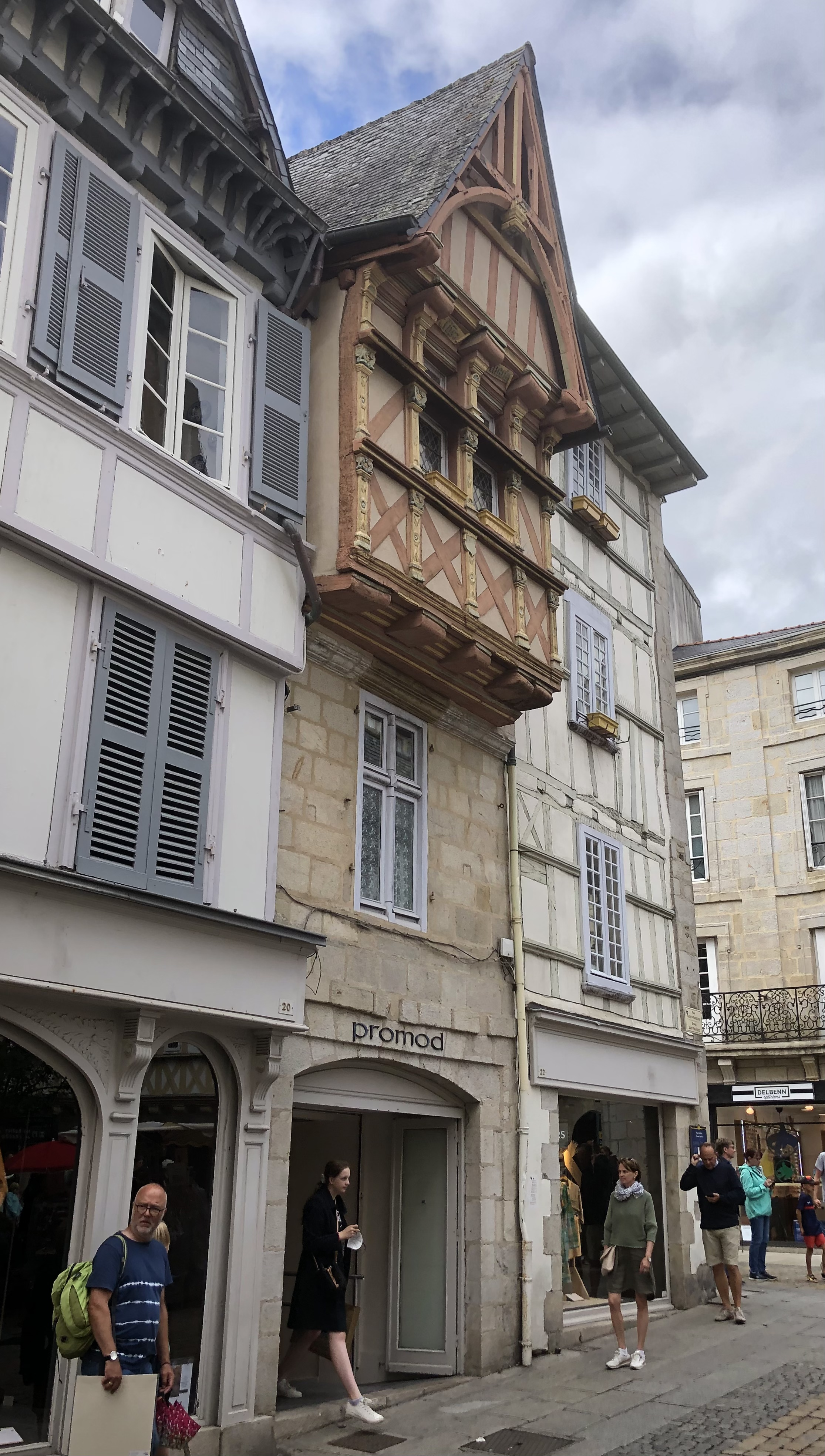
Haus 22 rue Saint-François im Jahr 2022

Maison 22 rue Saint-François ist ein denkmalgeschütztes Gebäude in Quimper in der Bretagne in Frankreich.
Es befindet sich im historischen Stadtzentrum von Quimper auf der Westseite der Straße Rue Saint-François gegenüber der Einmündung der Rue Kéréon (bretonisch Straed ar Gereon).
Das sehr schmale dreigeschossige Gebäude entstand in der zweiten Hälfte des 16. Jahrhunderts. Während die Fassade von Erd- und erstem Obergeschoss in massiver Bauweise ausgeführt ist, sind das zweite Obergeschoss sowie der zur Straße ausgerichtete Dreiecksgiebel als Fachwerkbau errichtet. Die Fachwerkgeschosse kragen dabei jeweils deutlich über die jeweils unteren Geschosse vor.
Die Eintragung in die Liste der Monuments historiques in Quimper erfolgte am 22. Mai 1956 unter der Nummer PA00090365 mit dem Status Inscrit, wobei sich die Eintragung auf die straßenseitige Fassade und das Dach beziehen. Das Gebäude befindet sich in Privateigentum. 